# Atelopus elegans
Atelopus elegans és una espècie d'amfibi que viu a Colòmbia i a l'Equador.
Està amenaçada d'extinció per la pèrdua del seu hàbitat natural.